# Alexander George Victor Paley
Sir Alexander George Victor Paley, britanski general, * 30. april 1903, † 10. april 1976.